# Hayonim-Höhle
Die Hayonim-Höhle (hebräisch מְעָרַת הַיּוֹנִים Məʿarat haJōnīm, deutsch ‚Höhle der Tauben‘) ist eine archäologische und paläoanthropologische Fundstätte in einem Kalksteinfelsen etwa 250 Meter über dem heutigen Meeresspiegel in Obergaliläa, Israel.

## Geographie

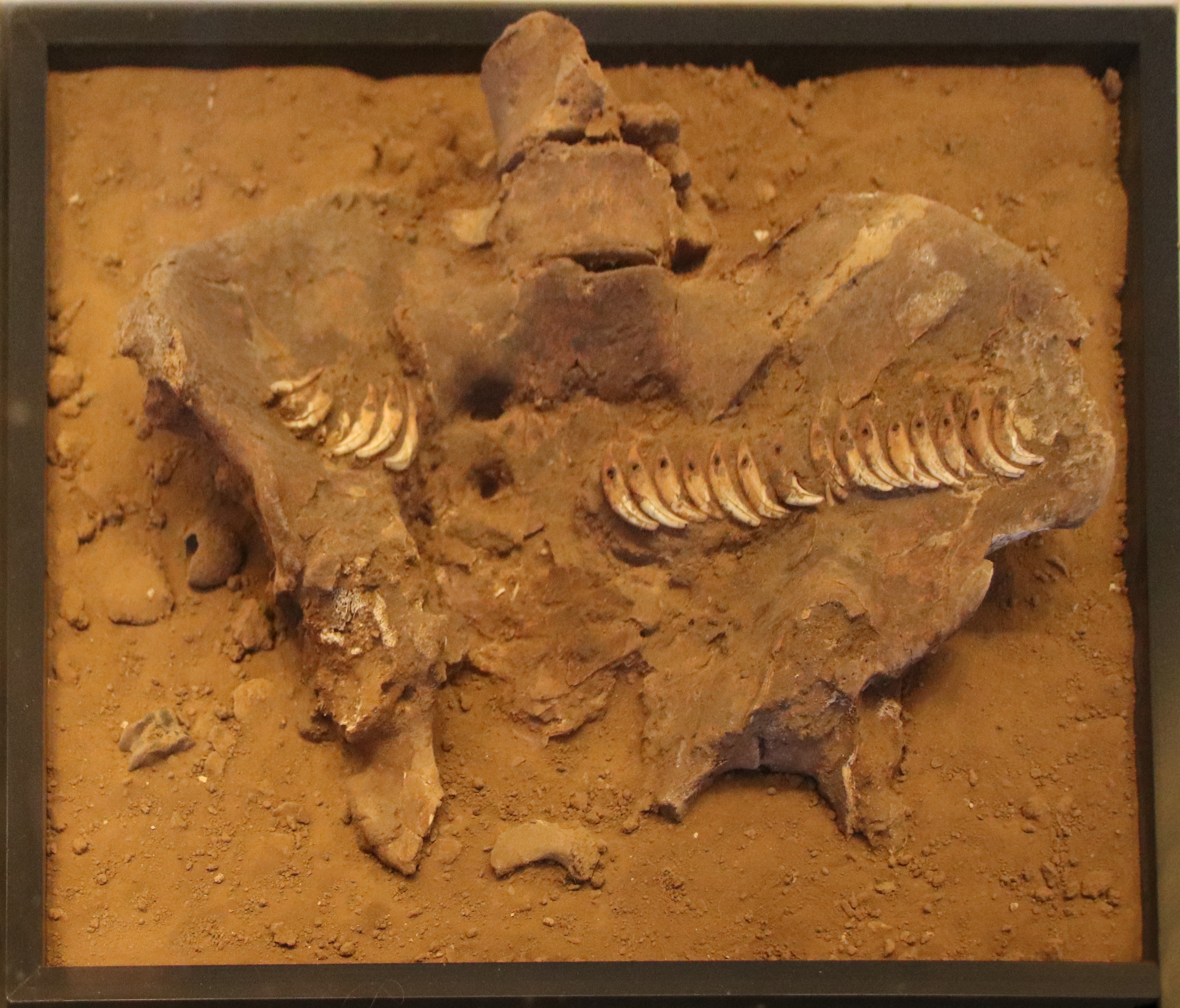
Mit Fuchszähnen verziertes Becken einer Frau, Natufien, 12500-9500 v. Chr., Hayonim-Höhle

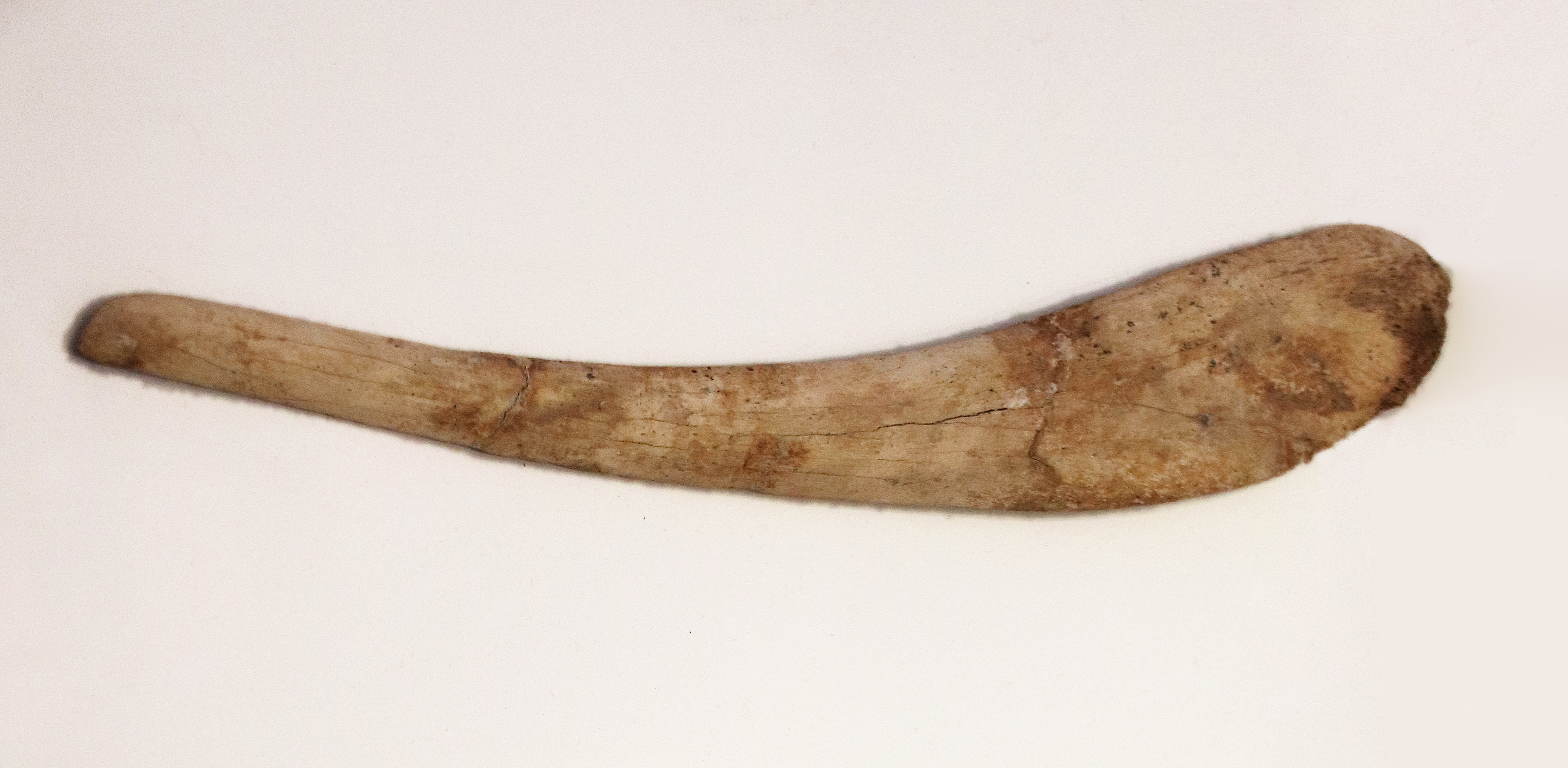
Rinderrippendolch der Natufien-Kultur

Die Hayonim-Höhle liegt etwa 1,2 Kilometer nördlich der Straße Nr. 85 und der Bahnstrecke Akkon–Karmiel in Obergaliläa. Sie befindet sich im Wadi Meged ungefähr zwei Kilometer südöstlich des Kibbuz Pelech, 4 Kilometer östlich von der jüdischen Siedlung Tal-El und 4 Kilometer westlich der arabischen Siedlung Majd al-Krum. Die Hayonim-Höhle liegt auf dem Nordwesthang des 324 Meter hohen Har Gamal, 13 Kilometer östlich von Akkon und der Mittelmeerküste.

## Beschreibung der Höhle
Die Hayonim-Höhle befindet sich in einer Cenomanium-Schicht.
Sie besteht aus zwei intakten und zwei erodierten Karst-Hallen.
Eine fünfte Halle ist durch Steinschlagnarben und Brekzienflecken angedeutet.
Die erodierten Hallen enthalten brekziierte prähistorische Ablagerungen und mousterianische Artefakte.
In einer Halle wurden auf einer Fläche von 150 m² Ausgrabungen vorgenommen.
Vor der Halle sind zwei Terrassen künstlich angelegt, die bis zum Talgrund hinunterreichen, diese sind mit Olivenbäumen bepflanzt.
Die oberen beiden Terrassen enthalten geometrische Steinwerkzeuge aus dem Kebarien.
Außerdem befindet sich dort eine große Stätte mit Funden aus dem Natufien, die Hayonim-Terrasse genannt wird.
Weiter wurden dort Keramik und neolithisches Material ausgegraben.

## Ausgrabungen und Erforschung der Höhle
An den Ausgrabungen und der Erforschung der Hayonim-Höhle waren mehrere bekannte Wissenschaftler beteiligt, darunter Mary C. Stiner, Paul Goldberg, Ofer Bar-Yosef, Baruch Arensburg, Anna Belfer-Cohen, Eitan Tchernov, Naama Goren-Inbar, Erella Hovers.

## Stratigraphie
Die Ausgrabungen in der Hayonim-Höhle in den Jahren 1965 bis 1971, 1974 bis 1979 und 1992 bis 2000 legten die folgenden Schichten frei:

### Schicht A
Die Schicht A stammt aus den ersten sechs Jahrhunderten nach Christus.
In ihr gefundene byzantinische Scherben und eine römische Münze aus dem 2. Jahrhundert bestätigen diese Datierung.
Die Höhle wurde vom 7. Jahrhundert bis in die Gegenwart hauptsächlich im Winter von Hirten genutzt.
Die sich ansammelnden Dungschichten wurden regelmäßig verbrannt, was zu einer 3 m dicken Ascheschicht führte.

### Schicht B,Natufien
Das Material der Schicht B gehört zur Kultur des Natufien. Es ist ungefähr 11.000 bis 14.000 Jahre alt. Das Alter wurde an Samen mit der Radiokarbonmethode und typologisch anhand von gefundenen Steinwerkzeugen bestimmt.
Die Schicht B ist 0,1 bis 1,2 Meter dick. Sie zeigt fünf Besiedelungsphasen. Die Hauptbesiedelungsphase war im frühen Natufien.
In der unmittelbaren Nähe der Höhle wurden runde und ovale Räume aus unbearbeiteten Steinen gefunden. Diese Räume hatten Durchmesser von zwei bis anderthalb Meter. Sie waren von einem Meter dicken Wall umgeben, der bis zu Höhen von 0,6 bis 0,7 Meter erhalten ist. Sie hatten keinen definierten Eingang, und ihr Fußboden war gepflastert. Einige enthielten Feuerstellen. Die Funktion dieser Räume ist nicht belegt. Ihr geringer Durchmesser widerspricht einer Nutzung als normaler Wohnraum. Sie wurden mehrfach genutzt, teilweise wohl als Werkstatt zur Herstellung von Knochenwerkzeugen. Während des 2. Jahrhunderts wurden sie mit Steinschutt aufgefüllt und eingeebnet.
Es wurden mehrere Gräber gefunden. Einige waren verziert und mit Schmuck und Knochenwerkzeugen als Grabbeigaben versehen. Im späten Natufien diente die Höhle wohl als Friedhof. In einem der Gräber wurden die fast vollständigen Überreste von zwei Hunden entdeckt. Sie waren etwa 11.000 Jahre alt. Dies legt nahe, dass bereits zu dieser Zeit Hunde und Menschen zusammen in einem Haushalt lebten.
An der nördlichen Wand wurden drei Depotfunde entdeckt. Einer enthielt mehrere Stößel aus Basalt, ein zweiter halbbearbeitete Rinderrippen und der dritte Schlagsteine aus Quarzit und große Mengen von aus Zähnen hergestellten Perlen.
In der Schicht B wurden für das Natufien typische Werkzeuge aus Basalt und Kalkstein gefunden: Mörser, Stößel, Mahlsteine, Wetzsteine, Schaftglätter und andere Stein- und Knochenwerkzeuge. Ebenso wurden für das Natufien typische Schmuckstücke gefunden. Besonders häufig waren Perlen aus Knochenmaterial.
Die Schicht B enthielt Überreste von vielen verschiedenen Tieren, die von den Menschen gesammelt und in die Höhle gebracht wurden. Den Hauptanteil bildeten Echtgazellen, insbesondere Jungtiere. Daneben fanden sich Maurische Landschildkröte, Hase, Chukarhuhn, Rotfuchs, Damhirsch, Rothirsch, Reh, Wildschwein, Raubvögel.
Die Vielfalt der Arten, die große Menge an Jungtieren und kleinen Tieren, besonders auch schwer zu fangenden Vögeln und Hasen unterscheidet das Natufien vom Kebarien, Aurignacien und Moustérien. Der Unterschied zwischen frühem und spätem Natufien ist die Zunahme von Schildkröten und die Abnahme von Hühnervögeln und Hasen.
Diese Veränderungen deuten auf eine Abnahme der Bevölkerungsdichte.

### Schicht C,Kebarien
Das Material der Schicht C gehört zur Kultur des Kebarien, es ist ungefähr 18.000 bis 22.000 Jahre alt.
Es wurde kein datierbares Material gefunden.
Die Altersbestimmung wurde typologisch vorgenommen anhand von gefundenen Steinwerkzeugen und dem Vergleich mit anderen Fundstätten.
Die Schicht C ist ungefähr 2,5 m dick.
Die Fundstücke sind eingelagert in eine lockere Masse aus knochenreichem körnigen rötlichen Schluff und Ton.
Teilweise ist die Masse mit Calcit verklebt und vermischt mit Ablagerungen der zerstörten Mousterien-Schicht.
In dieser Zeit war die Höhle zeitweise bewohnt, besonders im Sommer.
Unter den gefundenen Mikrolithen waren gebogene retuschierte Klingen.

### Schicht D,Aurignacien
Das Material der Schicht D gehört zur Kultur des Aurignacien.
Es ist ungefähr 27.000 bis 34.000 Jahre alt.
Das Alter wurde mit der Radiokarbonmethode und typologisch anhand von gefundenen Steinwerkzeugen bestimmt.
Die Schicht D ist 35 cm bis 55 cm dick.
Sie wird in die Schichten D1 bis D4 unterteilt.
Die Schicht D befindet sich zentral in einem eingesenkten Becken.
Sie besteht aus einer Ascheschicht, die zahlreiche Tierknochen und einige Feuerstellen in der Schicht D4 enthält.
Sie zeigt mehrere Besiedelungsphasen mit vielfältigen Aktivitäten.
Es wurde eine große Menge verschiedener bearbeiteter Steine und Tierknochen gefunden.
Die gefundenen Steinwerkzeuge sind für das Aurignacien typisch.
Es wurden eine kleine Steinplatte mit eingraviertem Pferd und mit Ocker eingefärbte Steine gefunden.
Bei den Steinwerkzeugen sind charakteristisch: Kielschaber und Nasenschaber, Aurignacien-Klingen, Dufour bladelets, Endschaber und Stichel.
Unter den Knochenwerkzeugen fanden sich Ahlen, Knochennadeln, Knochenspitzen, Spatel, bearbeitete Geweihe und Schmuckanhänger aus Horn.
Die gefundenen tierischen Überreste stammen hauptsächlich von Gazellen, weniger von Damwild, Rehen, Schwein, Wildziege, Wolf, selten von Hasen.

### Schicht E,Moustérien
Das Material der Schicht E gehört zur Kultur des Mousterien, es ist ungefähr 130.000 bis 220.000 Jahre alt.
Das Alter der Schicht wurde mit der Thermolumineszenzdatierung und der Elektronenspinresonanz bestimmt.
Die Schicht E ist 5 m dick, sie wurde in eine obere und eine untere Hälfte unterteilt.
Die obere Schicht ist vom Tabun-C-Typ, die untere vom Tabun-D-Typ.
Schicht E enthält Asche, Reste von Feuerstätten und verkohltes organisches Material, an ihrem Ost- und Westrand befanden sich größere Mengen von Knochen.
Der untere Teil dieser Schicht enthielt längliche, häufig retuschierte Klingen und Stichel und kurze, oft dreieckige Levallois-Spitzen.

### Schicht F,Moustérien
Die Schicht F wurde nur am Höhleneingang freigelegt.
Sie besteht aus diagenetisch verändertem Ton, Silicaten und Quarzschluff.
Sie enthält einige verbrannte Stellen und Kohlestücke.
In dieser Schicht sind nur sehr wenige Knochen erhalten.
Sie ist durchzogen von Nagetierhöhlen.
Die gefundene Mousterientechnik war vom Tabun-D-Typ.
Die Schicht F enthielt ebenso wie die Schicht E längliche, häufig retuschierte Klingen und Stichel und kurze oft dreieckige Levallois-Spitzen.
Das Alter der Schicht F wurde mit der Thermolumineszenzdatierung und der Elektronenspinresonanz bestimmt, ihr Alter liegt zwischen 200.000 und 250.000 Jahren.
Die Bewohner der Höhle jagten in dieser Zeit größere Huftiere und Schildkröten, deren Knochen in der Höhle gefunden wurden, darunter befanden sich auffällig wenige Teile der Wirbelsäule.

### Schicht G, Acheuléen-Jabrudien
Schicht G wurde nur teilweise ausgegraben. Das Grundgestein wurde nicht erreicht. Der obere Teil der Schicht G ist ein harter, kiesiger Schluff, reich an geschichteten Samenschalen. Darunter befanden sich braun gesprenkelter und gelbbrauner Schluff und Samenschalen.
Die gefundenen Steinwerkzeuge sind typisch für das Acheuléen-Jabrudien. Das Acheuléen-Jabrudien (auch: Mugharan Tradition) liegt zwischen Acheuléen und Moustérien am Ende des Altpaläolithikums. Seine Fundstätten liegen in der Levante. Es kommt etwa in der Zeitspanne von 400.000 Jahren bis 100.000 Jahren vor heute vor. Charakteristische Steinwerkzeuge sind Schaber, Faustkeile und Werkzeuge mit Klingen. Zu den Hauptfundstätten gehören die Tabun-Höhle, die Qesem-Höhle und die Jamal-Höhle im Nahal Me’arot und die Misliya-Höhle.